# Авл Лициний Нерва (претор 143 года до н. э.)
Авл Лици́ний Не́рва (лат. Aulus Licinius Nerva; умер после 142 года до н. э.) — римский политический деятель из плебейского рода Лициниев, претор 143 года до н. э.
Авл Лициний впервые упоминается в источниках в связи с событиями 143 года до н. э. Тогда он занимал должность претора. По истечении полномочий Нерва стал наместником незадолго до того созданной провинции Македония. Известно, что при нём в этом регионе началось восстание, руководитель которого выдавал себя за царевича Филиппа, сына Персея. Квестор Луций Тремеллий Скрофа это восстание подавил, после чего Нерва был провозглашён императором.